# TT1

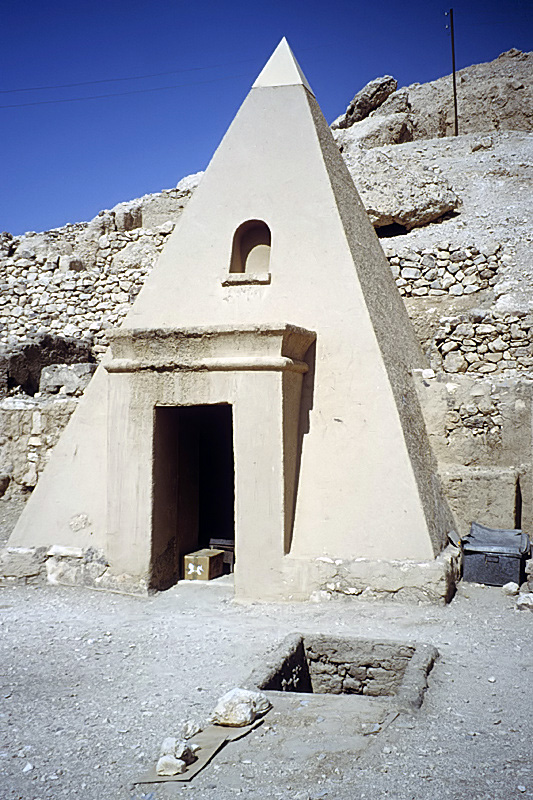
Capilla con forma de pirámide de la Tumba de Sennedyem.

La tumba tebana TT1, o tumba de Sennedyem está situada en la necrópolis de Deir el-Medina al oeste de Luxor (Egipto). Es una de las numerosas tumbas que se encontraron en esta necrópolis situada en una villa de trabajadores del Antiguo Egipto, llamada también  'Valle de los Artesanos'  porque la mayoría de las tumbas de esta necrópolis son de obreros y artesanos.

## Descubrimiento
La tumba fue descubierta el 1 de febrero de 1886 por el egiptólogo español Eduardo Toda, vicecónsul de España en El Cairo, junto con el egiptólogo francés Gaston Maspero. Un beduino de Qurna,  'Salam Abu Duhi' , acudió a estos dos egiptólogos que rondaban por Luxor y dio la noticia de que se había descubierto una necrópolis que no estaba excavada. Inmediatamente se pusieron a excavar para evitar que se produjeran saqueos.

## Descripción

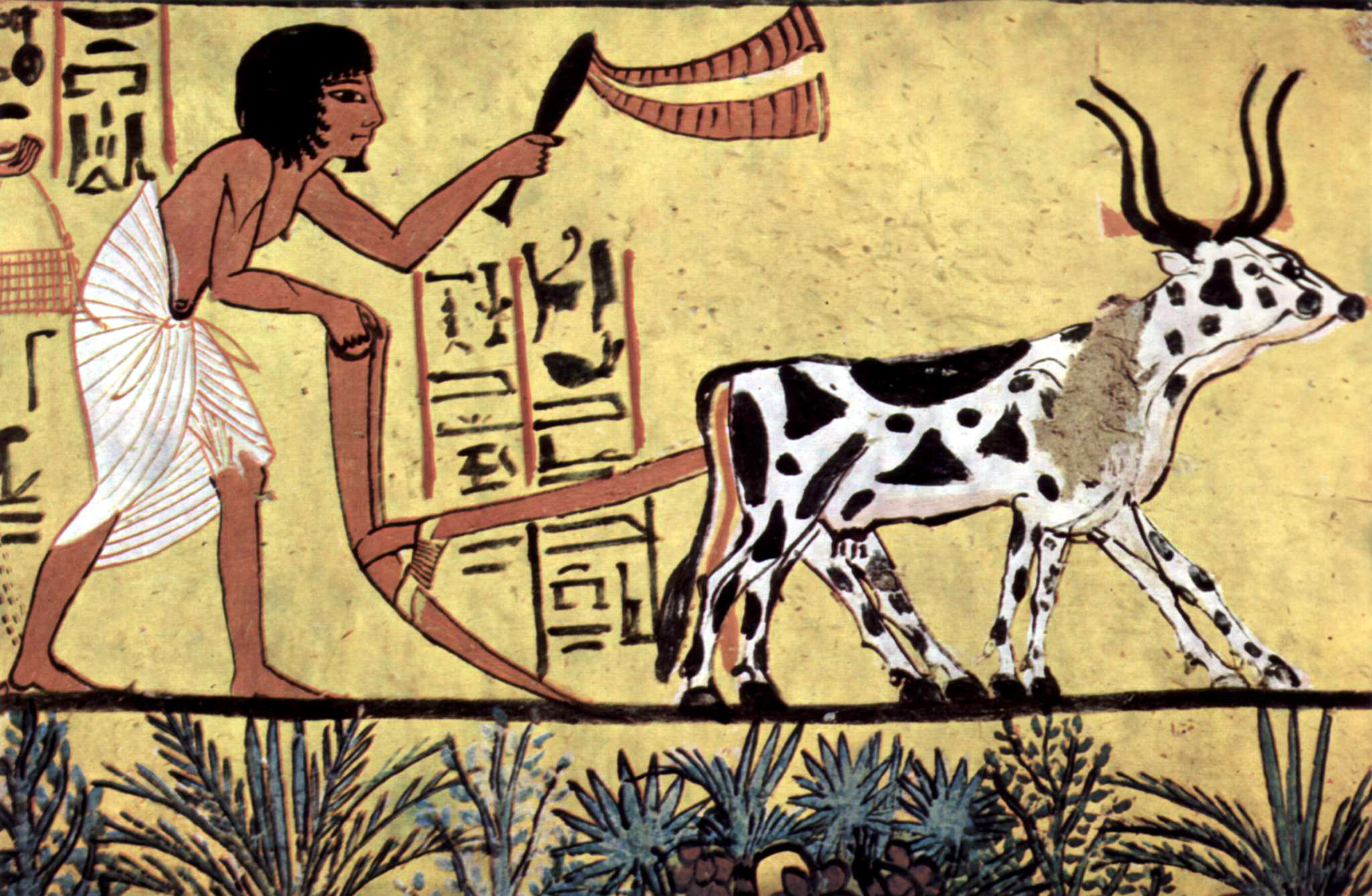
Escenas agrícolas de la tumba TT1.

Las tumbas de Deir el-Medina estaban ubicadas en diferentes terrazas de la montaña. La tumba de Sennedyem se encuentra en el penúltimo nivel inferior de la necrópolis. Está formada por un patio elevado para ganar terreno en el desnivel de la montaña, tres capillas en forma de pirámide y cuatro pozos de los que sólo uno pertenece a Sennedyem.